# Špilje Bayano
Špilje Bayano su tri špilje koje se nalaze na južnoj strani jezera Lago Bayano u pokrajini Panamá u Panami.
Prva, najveća špilja duga je oko dva kilometra. Kroz špilju teče rijeka Río Seco, pa se čamcima može ući u špilju. Iako špilja prima posjetitelje, nije osvijetljena. U špilji živi mnogo šišmiša.
Druga i treća špilja su manje pristupačne, pa je u njima potrebno puzati.

## Vanjske poveznice
Video of Bayano Canyoning na YouTubeu
- Video of Bayano Caves na YouTubeu
- Video of Bayano Canyoning - Rescue of Animals na YouTubeu